# Miss Jerry
Miss Jerry – amerykański niemy film fabularny z 1894 roku w reżyserii Alexandra Blacka.
Premiera filmu odbyła się 9 października 1894 w Carbon Studio w Nowym Jorku.

## Fabuła
Panna Jerry Holbrook rozpoczyna karierę dziennikarską w Nowym Jorku. W pracy zakochuje się w swoim przełożonym redaktorze Hamiltonie. Ten oświadcza się jej, a Jerry zgadza się. Para wyjeżdża do Londynu.

## Obsada
- Blanche Bayliss – Miss Geraldine „Jerry” Holbrook
- William Courtenay – Walter Hamilton
- Chauncey Depew – on sam